# Gert Herunter
Gert Herunter, född 9 mars 1942, är en friidrottare från Österrike. Han deltog vid olympiska sommarspelen 1968.